# Salvator Mundikerk (Melveren)

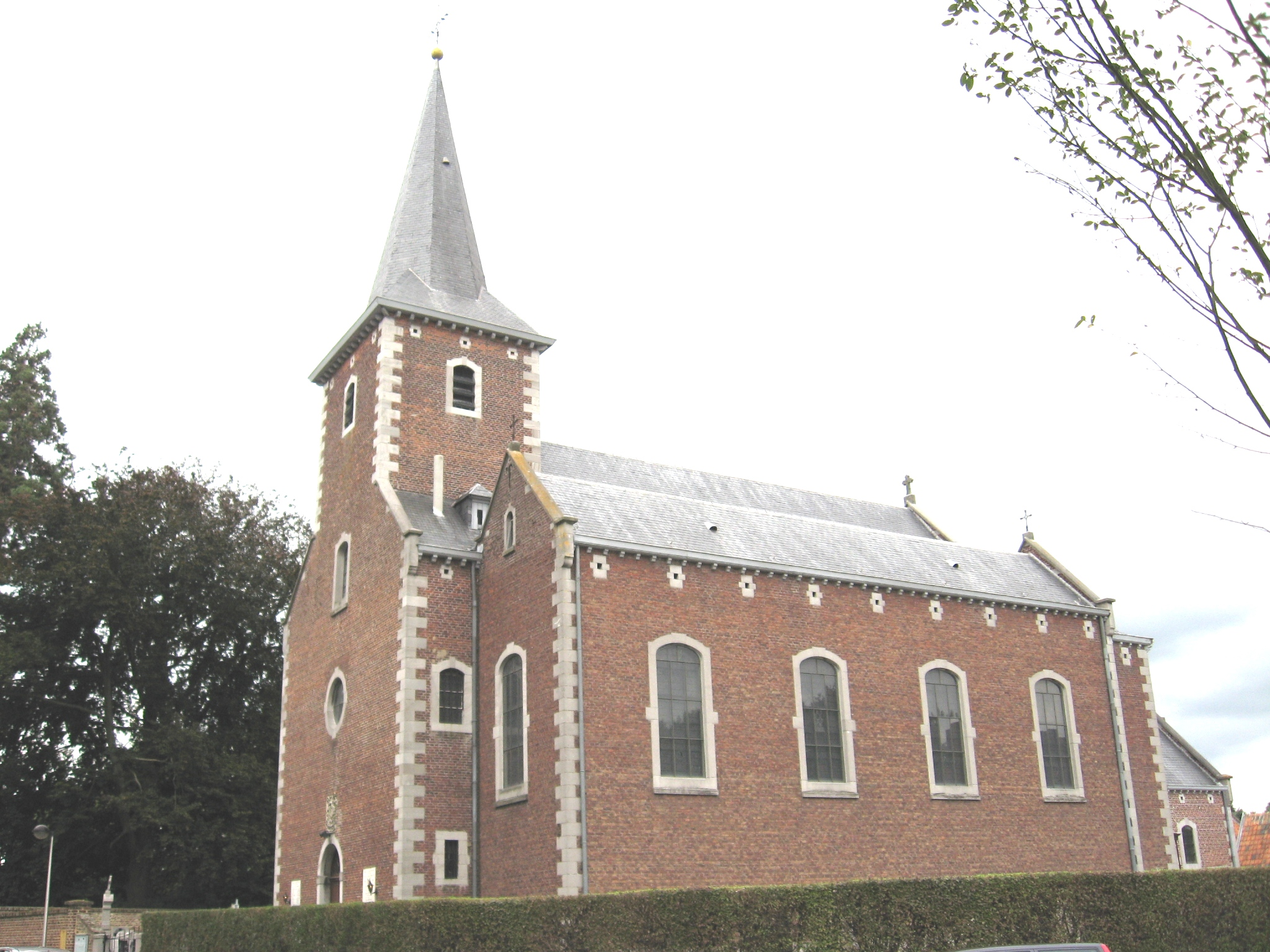
Salvator Mundikerk

De Salvator Mundikerk is de parochiekerk van Melveren in de gemeente Sint-Truiden, in de Belgische provincie Limburg, gelegen aan de Sint-Godfriedstraat aldaar.

## Geschiedenis
De eerste kerk werd vermeld in het eerste kwart van de 10e eeuw, en in 1249 werd ze voor het eerst vermeld als zijnde afhankelijk van de Abdij van Sint-Truiden. De kerk was toegewijd aan de Heilige Drievuldigheid, maar vanaf 1513 was ze aan Salvator Mundi toegewijd.
De huidige kerk stamt uit 1761, en werd gebouwd in classicistische stijl, in opdracht van abt Jozef van Herck. Onder leiding van architect Hyacinth Martens werden van 1905-1906 twee zijbeuken bijgebouwd.
In 1998 werd de kerk beschermd als monument, en de omgeving ervan als dorpsgezicht.

## Gebouw
De voorgevel, met ingebouwde toren, is op het zuidoosten gericht. De toren wordt gedekt door een ingesnoerde naaldspits. Het gebouw is uitgevoerd in baksteen, met gebruik van kalksteen voor de hoekbanden en omlijstingen. De kerk wordt omringd door een kerkhof.
Het interieur is bepleisterd en het stucwerk is in eenvoudige Lodewijk XV-stijl. Tot de bezittingen der kerk behoren een 17e-eeuwse Sint-Rochus in gepolychromeerd hout, en een 17e-eeuwse Sint-Sebastiaan. Het hoofdaltaar is uit de 2e helft der 18e eeuw, evenals de zijaltaren, welke in rococostijl zijn uitgevoerd. Ook de biechtstoelen en het doksaal werden in deze stijl vervaardigd.